# Crucified Mortals
Crucified Mortals ist eine US-amerikanische Thrash-Metal-Band aus Cleveland, Ohio, die im Jahr 2001 gegründet wurde.

## Geschichte
Die Band wurde im Jahr 2001 von Craig „Reaper“ Horval gegründet. Daraufhin begann die Gruppe mit den Aufnahmen zum ersten Demo Hung out to Die. Nach der Veröffentlichung des Demo, veränderte sich die Besetzung der Band mehrfach. Währenddessen nahm die Band zwei weitere Demos auf. Nachdem im Jahr 2003 der Schlagzeuger Sebastian Dzialuk zur Band gekommen war, nahm die Gruppe eine EP auf. Bei den Aufnahmen waren als Studiomusiker Marcin „Novy“ Nowak (Vader, Dies Irae) als Bassist und Zack Rose als Gitarrist beteiligt. Die Aufnahmen fanden Anfang 2004 in den Magnetic North Studios statt, ehe der Tonträger im August desselben Jahres unter dem Namen Converted by Decapitation über Stigmatized Records erschien. Danach kam Adam „Adamizer“ Cudnik als Gitarrist zur Band. Es folgten die Aufnahmen zum Demo Figure in Black, wonach kurz darauf Anfang 2005 die Single Kill upon Command erschien. Gegen Ende des Jahres kam Zack Rose als fester Gitarrist zur Band. 2006 nahm die Band das Demo Impious Trilogy auf, das jedoch erst im Jahr 2008 auf einer Split zusammen mit FaithXtractor zu hören war. Im März nahm die Band Material für eine Split-Veröffentlichung zusammen mit Fastkill auf, die 2008 unter dem Namen Ghastly Affliction erschien. Im selben Jahr wurde zudem erstmals Figure in Black veröffentlicht; das Demo war auf einer Split-Veröffentlichung zusammen mit Deceased... zu hören. 2011 erschien über Hells Headbangers Records das selbstbetitelte Debütalbum.

## Stil
Laut Dr. O. von musikreviews.de spielt die Band auf ihrem selbstbetitelten Debütalbum Oldschool-Thrash-Metal. Die Lieder seien voller „heftige[r] Riff-Orgien“ und gelegentlich setze man Gitarren-Soli ein.

## Diskografie
- 2001: Hung out to Die (Demo, Eigenveröffentlichung)
- 2004: Converted by Decapitation (EP, Stigmatized Records)
- 2005: Kill upon Command (Single, Iron Bonehead Productions)
- 2006: Rehearse Hell (Demo, Eigenveröffentlichung)
- 2007: Demo 2007 (Demo, Eigenveröffentlichung)
- 2008: Promo 2008 (Demo, Eigenveröffentlichung)
- 2008: Impious Trilogy / Project Trauma (Split mit FaithXtractor, Hells Headbangers Records)
- 2008: Ghastly Affliction (Split mit Fastkill, Obliteration Records)
- 2008: The Weird Sessions / Figure in Black (Split mit Deceased..., Hells Headbangers Records)
- 2008: Demo 2009 (Demo, Eigenveröffentlichung)
- 2011: Crucified Mortals (Album, Hells Headbangers Records)
- 2012: Remix Hell (Kompilation, Eigenveröffentlichung)
- 2012: Crucified Mortals / Radiolokátor (Split mit Radiolokátor, Doomentia Records)
- 2013: Bludgeoned (Single, Eigenveröffentlichung)
- 2013: Crucified Mortals / Exorcism (Split mit Exorcism, Hells Headbangers Records)